# Воронов, Владимир Иванович (генерал)
Владимир Иванович Воронов (22 июля 1923, Кашинский уезд, Тверская губерния — 7 сентября 2004, Севастополь) — заслуженный военный лётчик СССР, командующий ВВС ЧФ, генерал-полковник авиации (1979), писатель, член Союза писателей СССР.

## Биография
Вскоре после рождения семья переехала в Ленинград, где отец мальчика работал портным. С 7-го класса юноша пристрастился к спорту, записался в аэроклуб и 18 июня 1941 выполнил первый самостоятельный полёт. С началом Великой Отечественной войны учился в 3-м Военно-Морском авиационном училище, которое закончил в мае 1943. После чего получил назначение в Действующую армию на Черноморский флот. Первоначально В. И. Воронов попал в 7-й истребительный авиаполк, которым командовал Герой Советского Союза майор К. Д. Денисов, базировавшийся в ГССР и входивший в состав 62-й истребительной авиабригады. Основной задачей полка было прикрытие с воздуха главной базы Черноморского флота — Поти. Лётчики летали на самолётах МиГ-3. Уже через две недели был допущен к несению боевого дежурства. Свой первый боевой вылет на прикрытие Поти совершил 15 июня 1943. В начале августа был назначен командиром авиазвена, однако вскоре получил назначение в 6-й гвардейский авиаполк Героя Советского Союза подполковника М. В. Авдеева, где продолжил службу рядовым лётчиком. После перевооружения на новые Як-9Д (Воронов получил машину с бортовым номером «31») в декабре 1943 полк перелетел на передовой аэродром Анапа для продолжения боевой деятельности.
Свою первую победу В. И. Воронов одержал 4 января 1944 вылетев на прикрытие «Илов» 47-го штурмового авиаполка. В феврале 1944 лётчики полка занимались прикрытием советского десанта от налётов вражеской авиации. К середине февраля 1944 совершил около 30 боевых вылетов, провёл 10 воздушных боёв, в которых сбил лично 2 Ме-109 и 1 в паре со своим ведущим. К середине апреля 1944 на счету числилось уже более 50 успешных боевых вылетов и 3 лично сбитых самолёта. Вскоре был назначен ведомым к командиру эскадрильи Герою Советского Союза М. И. Грибу. Тогда же получил и свою первую боевую награду, орден Красного Знамени. В конце июня полк перелетел на новый аэродром Медново, и там лейтенант В. И. Воронов был назначен командиром разведывательного звена. Затем были вылеты на сопровождение бомбардировщиков и штурмовиков атаковавших Констанцу, уничтожение вражеских эшелонов на железнодорожных станциях, штурмовки артиллерийских батарей и войск противника.
В сентябре 1944 полк начал перевооружение на новые самолёты Як-3. В феврале 1945 лётчики перелетели на аэродром Херсонес для выполнения ответственной задачи по прикрытию Ялтинской конференции глав государств антигитлеровской коалиции. Войну лётчики закончили в Болгарии, находясь в постоянном боевом дежурстве. Затем последовали долгие и утомительные полёты на поиск морских мин, которые в результате зимних штормов часто срывало с якорей и выносило на поверхность в прибрежные фарватеры. К тому времени совершил более 100 успешных боевых вылетов летая на штурмовку, прикрытие войск и кораблей, сопровождение штурмовиков. Сражался на Кавказе, в Крыму и юге УССР; в воздушных боях он уничтожил лично 4 и в составе группы ещё 4 самолёта противника (по некоторым источникам, имел 7 или 8 воздушных побед), при этом сам ни разу не был даже ранен.
После войны продолжил службу в ВВС, командовал истребительным полком. Позже учился в Военно-воздушной академии и закончил её с золотой медалью.  С 1971 по 1982 командовал военно-воздушными силами Черноморского флота ВМФ СССР. Затем являлся первым заместителем командующего военно-морской авиацией СССР.
Был делегатом XXII и XXV съездов КПСС, депутатом Верховного Совета Украинской ССР 8—10-го созывов по Бахчисарайскому округу. Член Союза писателей СССР. После отставки проживал в Москве.
Писал прозу. В 1986 году в издательстве ДОСААФ вышла первая книга «Морские истребители». Далее отдельным изданием вышла его повесть «Небо и море» и рассказы.

Могила Воронова на кладбище Коммунаров в Севастополе.

Похоронен на кладбище Коммунаров.

## Награды
- Два ордена Красного Знамени
- Два ордена Отечественной войны I степени
- Орден Красной Звезды
- Орден «За службу Родине в Вооружённых Силах СССР» III степени
- Медаль «За боевые заслуги»
- Медаль «В ознаменование 100-летия со дня рождения Владимира Ильича Ленина»
- Медаль «За оборону Кавказа»
- Медаль «За победу над Германией в Великой Отечественной войне 1941—1945 гг.»
- Медаль «20 лет Победы в Великой Отечественной войне 1941—1945 гг.»
- Медаль «30 лет Победы в Великой Отечественной войне 1941—1945 гг.»
- Медаль «40 лет Победы в Великой Отечественной войне 1941—1945 гг.»
- Медаль «50 лет Победы в Великой Отечественной войне 1941—1945 гг.»
- Медаль «60 лет Победы в Великой Отечественной войне 1941—1945 гг.»
- Медаль Жукова
- Медаль «300 лет Российскому флоту»
- Медаль «В память 850-летия Москвы»
- Медаль «Ветеран Вооружённых Сил СССР»
- Медаль «За укрепление боевого содружества»
- Медаль «30 лет Советской Армии и Флота»
- Медаль «40 лет Вооружённых Сил СССР»
- Медаль «50 лет Вооружённых Сил СССР»
- Медаль «60 лет Вооружённых Сил СССР»
- Медаль «70 лет Вооружённых Сил СССР»
- Медаль «За безупречную службу» I степени
- Заслуженный военный лётчик СССР (1968)
- Военный лётчик 1 класса

## Память
- Мемориальная доска на здании штаба морской авиации ЧФ (г. Севастополь) в честь командующего Военно-воздушных сил ЧФ, генерал-полковника авиации Воронова Владимира Ивановича.